# IHF Women’s Super Globe
Der IHF Women’s Super Globe ist die Weltmeisterschaft für Frauen-Vereinsmannschaften im Handball. Veranstalter ist die Internationalen Handballföderation.

## Geschichte
Seit 1997 schon wird der IHF Super Globe der Männer ausgetragen. Die erste Veranstaltung für Frauenteams sollte im Jahr 2016 in Brasilien stattfinden, das Turnier wurde aber abgesagt. So war das Turnier im Jahr 2019 die erste und bisher einzige Ausgabe des Super Globe für Frauen-Vereinsmannschaften.

## Turniere
| Nr. | Jahr | Ort  | Land      | Teams    | 1. Platz                 | 2. Platz            | 3. Platz      | restliche Teilnehmer in der Reihenfolge der Platzierung                                                |
| --- | ---- | ---- | --------- | -------- | ------------------------ | ------------------- | ------------- | --- |
| –   | 2016 | –    | Brasilien | abgesagt | abgesagt                 | abgesagt            | abgesagt      | abgesagt                                                                                               |
| 01  | 2019 | Wuxi | VR China  | 8        | C. D. Primeiro de Agosto | China National Club | UnC Concórdia | Omron Yamaga, Kaysar Club, Jiangsu Handball, University of Queensland Handball Club, New York City THC |